# Cấp bậc quân sự Lực lượng Vũ trang Nhân dân Lào
Hệ thống cấp bậc quân sự lực lượng vũ trang Lào là hệ thống quân hàm được áp dụng trong Lực lượng vũ trang nhân dân Lào.
Hệ thống cấp bậc quân sự lực lượng vũ trang Lào (bấy giờ mang tên là Quân Giải phóng Nhân dân Lào) được chính thức thành lập năm 1975, sau khi chế độ quân chủ bị bãi bỏ và nước Cộng hòa Dân chủ Nhân dân Lào được thành lập. Về cơ bản, hầu như hệ thống danh xưng cấp bậc kế thừa theo danh xưng cấp bậc của quân đội Pháp được bản địa hóa. Điểm khác biệt là các danh xưng cấp bậc tương đương nhau ở các nhánh quân chủng. Về hệ thống cấp hiệu, chúng được dựa gần như theo nguyên mẫu của Quân đội Liên Xô, chỉ có 2 khác biệt quan trọng:
- Cấp hiệu sĩ quan cấp cao có dải màu rộng thay vì hai dải hẹp được sử dụng trong mô hình cấp hiệu của Liên Xô;
- Các ngôi sao trên các cấp hiệu sĩ quan có cùng kích thước cho tất cả các cấp bậc.

Hệ thống quân hàm này được sử dụng cho đến tận ngày nay, chỉ có một sửa đổi cho cấp hiệu Đại tướng vào năm 1983 (Cấp hàm Đại tướng có 1 sao lớn với cành tùng kép bao quanh). Bấy giờ, danh xưng Quân Giải phóng Nhân dân Lào cũng được đổi thành Quân đội Nhân dân Lào. Từ khi chế độ quân hàm được thành lập, chỉ mới có 4 người được phong quân hàm Đại tướng là Khamtai Siphandon (Bộ trưởng Quốc phòng, 1975), Sisavath Keobounphanh (Bộ trưởng Nội vụ, 1980), Chansamone Chanyalath (Bộ trưởng Quốc phòng, 2018) và Vilay Lakhamfong (Bộ trưởng Công an, 2021).

## Tướng lĩnh và Sĩ quan
| Quân chủng             | Cấp hiệu      | Cấp hiệu          | Cấp hiệu          | Cấp hiệu           | Cấp hiệu          | Cấp hiệu               | Cấp hiệu       | Cấp hiệu        | Cấp hiệu       | Cấp hiệu        | Cấp hiệu         | Cấp hiệu        | Cấp hiệu                           | Cấp hiệu                           | Cấp hiệu                           | Cấp hiệu                           |
| ---------------------- | ------------- | ----------------- | ----------------- | ------------------ | ----------------- | ---------------------- | -------------- | --------------- | -------------- | --------------- | ---------------- | --------------- | ---------------------------------- | ---------------------------------- | ---------------------------------- | ---------------------------------- |
| Lục quân               | Không tồn tại |                   |                   |                    |                   |                        |                |                 |                |                 |                  |                 |                                    |                                    |                                    |                                    |
| Không quân             | Không tồn tại | Không tồn tại     |                   |                    |                   |                        |                |                 |                |                 |                  |                 |                                    |                                    |                                    |                                    |
| Thủy quân              | Không tồn tại | Không tồn tại     |                   |                    |                   |                        |                |                 |                |                 |                  |                 |                                    |                                    |                                    |                                    |
| Công an                | Không tồn tại |                   |                   |                    |                   |                        |                |                 |                |                 |                  |                 |                                    |                                    |                                    |                                    |
| Danh xưng cấp bậc      | Không tồn tại | Đại tướng (ພົນເອກ) | Đại tướng (ພົນເອກ) | Trung tướng (ພົນໂທ) | Thiếu tướng (ພົນຕີ) | Chuẩn tướng (ພົນຈັດຕະວາ) | Đại tá (ພັນເອກ) | Trung tá (ພັນໂທ) | Thiếu tá (ພັນຕີ) | Đại úy (ຮ້ອຍເອກ) | Trung úy (ຮ້ອຍໂທ) | Thiếu úy (ຮ້ອຍຕີ) | Năm ba (ຊັ້ນນັກຮຽນປີທີສາມ)              | Năm hai (ຊັ້ນນັກຮຽນປີທີສອງ)             | Năm nhất (ຊັ້ນນັກຮຽນປີທີຫນຶ່ງ)            | Dự bị (ຊັ້ນນັກຮຽນປີກຽມ)                |
| Danh xưng cấp bậc      | Không tồn tại | (1983-nay)        | (1975-1983)       | Trung tướng (ພົນໂທ) | Thiếu tướng (ພົນຕີ) | Chuẩn tướng (ພົນຈັດຕະວາ) | Đại tá (ພັນເອກ) | Trung tá (ພັນໂທ) | Thiếu tá (ພັນຕີ) | Đại úy (ຮ້ອຍເອກ) | Trung úy (ຮ້ອຍໂທ) | Thiếu úy (ຮ້ອຍຕີ) | Sinh viên sĩ quan (ທະນບາູ ່ ຊນັ້ນກຮຽນ) | Sinh viên sĩ quan (ທະນບາູ ່ ຊນັ້ນກຮຽນ) | Sinh viên sĩ quan (ທະນບາູ ່ ຊນັ້ນກຮຽນ) | Sinh viên sĩ quan (ທະນບາູ ່ ຊນັ້ນກຮຽນ) |
| Cấp bậc NATO tương ứng | OF-10         | OF-9              | OF-9              | OF-8               | OF-7              | OF-6                   | OF-5           | OF-4            | OF-3           | OF-2            | OF-1             | OF-1            | OF-D                               | OF-D                               | OF-D                               | OF-D                               |

## Hạ sĩ quan và Binh sĩ
| Quân chủng             | Cấp hiệu       | Cấp hiệu          | Cấp hiệu      | Cấp hiệu        | Cấp hiệu      | Cấp hiệu     | Cấp hiệu      | Cấp hiệu          | Cấp hiệu           |  |
| ---------------------- | -------------- | ----------------- | ------------- | --------------- | ------------- | ------------ | ------------- | ----------------- | ------------------ |  |
| Lục quân               |                |                   | Không tồn tại |                 | Không tồn tại |              | Không tồn tại |                   |                    |  |
| Không quân             |                |                   | Không tồn tại |                 | Không tồn tại |              | Không tồn tại |                   |                    |  |
| Thủy quân              |                |                   | Không tồn tại |                 | Không tồn tại |              | Không tồn tại |                   |                    |  |
| Công an                |                |                   | Không tồn tại |                 | Không tồn tại |              | Không tồn tại |                   |                    |  |
| Danh xưng cấp bậc      | Chuẩn úy (ວາທີ) | Thượng sĩ (ສິບເອກ) | Không tồn tại | Trung sĩ (ສິບໂທ) | Không tồn tại | Hạ sĩ (ສິບຕຣີ) | Không tồn tại | Binh nhất (ຊັ້ນຫນຶ່ງ) | Binh nhì (ພົນທະຫານ) |  |
| Cấp bậc NATO tương ứng | OR-9           | OR-8              | OR-7          | OR-6            | OR-5          | OR-4         | OR-3          | OR-2              | OR-1               |  |

## Phù hiệu
| Binh chủng            | Bộ binh | Tăng thiết giáp | Pháo binh | Khinh binh | Tuyên truyền | Đặc công | Vận tải | Sinh hóa | Quân y | Không quân |
| Tướng lĩnh            |         |                 |           |            |              |          |         |          |        |            |
| Sĩ quan               |         |                 |           |            |              |          |         |          |        |            |
| Hạ sĩ quan và Binh sĩ |         |                 |           |            |              |          |         |          |        |            |